# 20901 Меттмюлер
20901 Меттмюлер (20901 Mattmuehler) — астероїд головного поясу, відкритий 1 грудня 2000 року.
Тіссеранів параметр щодо Юпітера — 3,531.